# Anthomyiidae
Anthomyiidés
Famille
Les Anthomyiidae, ou Anthomyiidés en français, sont une famille d'insectes diptères brachycères composée de mouches petite à moyenne de couleur terne. En 2022, il existe environ 1 800 espèces décrites et reconnues dans le monde, réparties en 62 genres dont la moitié en écozone paléarctique et 200 en France. Comme l'ensemble des Diptères, cette famille se reconnaît aux nervures de ses ailes. Leur détermination intra-familiale est parfois compliquée et nécessite souvent l'étude des organes génitaux du mâle. Quant à leur écologie, elle est riche et diversifiée. Le nom Anthomyiidae est dérivé du grec ancien anthos (« fleur ») et myia (« mouche »).

## Caractéristiques

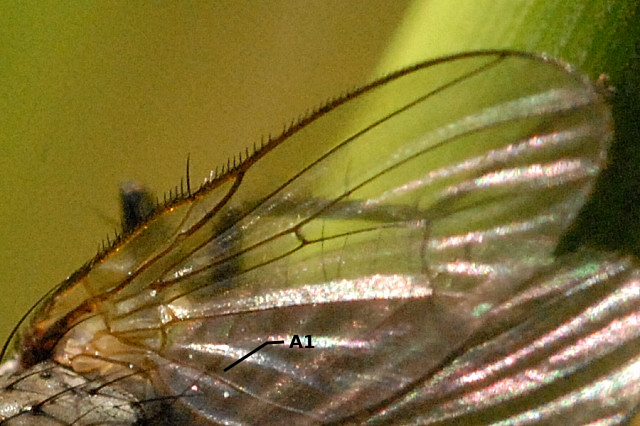
Aile d'Egle brevicornis

Les Anthomyiidae partagent avec la super-famille des Muscoidea l'absence de soies hypopleurales sur le thorax, c'est-à-dire sur l'hypo-pleuron, une zone située sur le bas et l'arrière du flanc du thorax.
Les Anthomyiidae sont des mouches assez poilues et petites à moyennes mesurant 2 à 12 mm de long, généralement de 5 à 6 mm. Elles sont colorées de grisâtre à noirâtre et jamais métalliques. Certaines comme le genre Anthomyia sont marquées d'un quadrillage gris et noir ou sont colorées de jaune aux pattes et à l'abdomen. À l’exception de quelques genres comme Fucellia, les sexes se reconnaissent par l'écartement des yeux : écartés chez la femelle, rapprochés voire cohérents chez le mâle. Cette famille se distingue essentiellement par la nervure alaire anale (A1) prolongée jusqu'au bord de l'aile (même sous la forme d'un pli) et par la nervure sous-costale (Sc) presque rectiligne sur la quasi-totalité de son parcours. De plus, le scutellum est garni de cils fins en haut de la partie ventrale. Enfin, le tarse avant III est le plus souvent orné d'une grande soie qui dépasse de la villosité.
Les Anthomyiidae ressemblent beaucoup aux Muscidae, la famille de la Mouche domestique. Les Anthomyidae sont plus petites dans l’ensemble et se distinguent par la nervure alaire A1 prolongée jusqu'au bord de l'aile, par des cueillerons petits et égaux et par des ailes repliées l'une sur l'autre au repos. De leur côté, les Muscidae se différencient par un corps généralement bleu, vert ou cuivré métallique, par une nervure alaire M1+2 coudée ou courbée, par des ailes distinctement noircies, par de grands cueillerons inégaux et par quatre soies dorso-centrales post-suturales.
Les larves sont des asticots cylindriques à coniques. Leurs crochets buccaux sont simples. Elles sont tronquées à l'arrière, avec, autour des stigmates postérieurs, des papilles ou des lobes latéraux disposés de façon caractéristique selon les espèces. L'hivernage se fait généralement sous forme de pupe dans le sol.

Quelques espèces d'Anthomyiidae
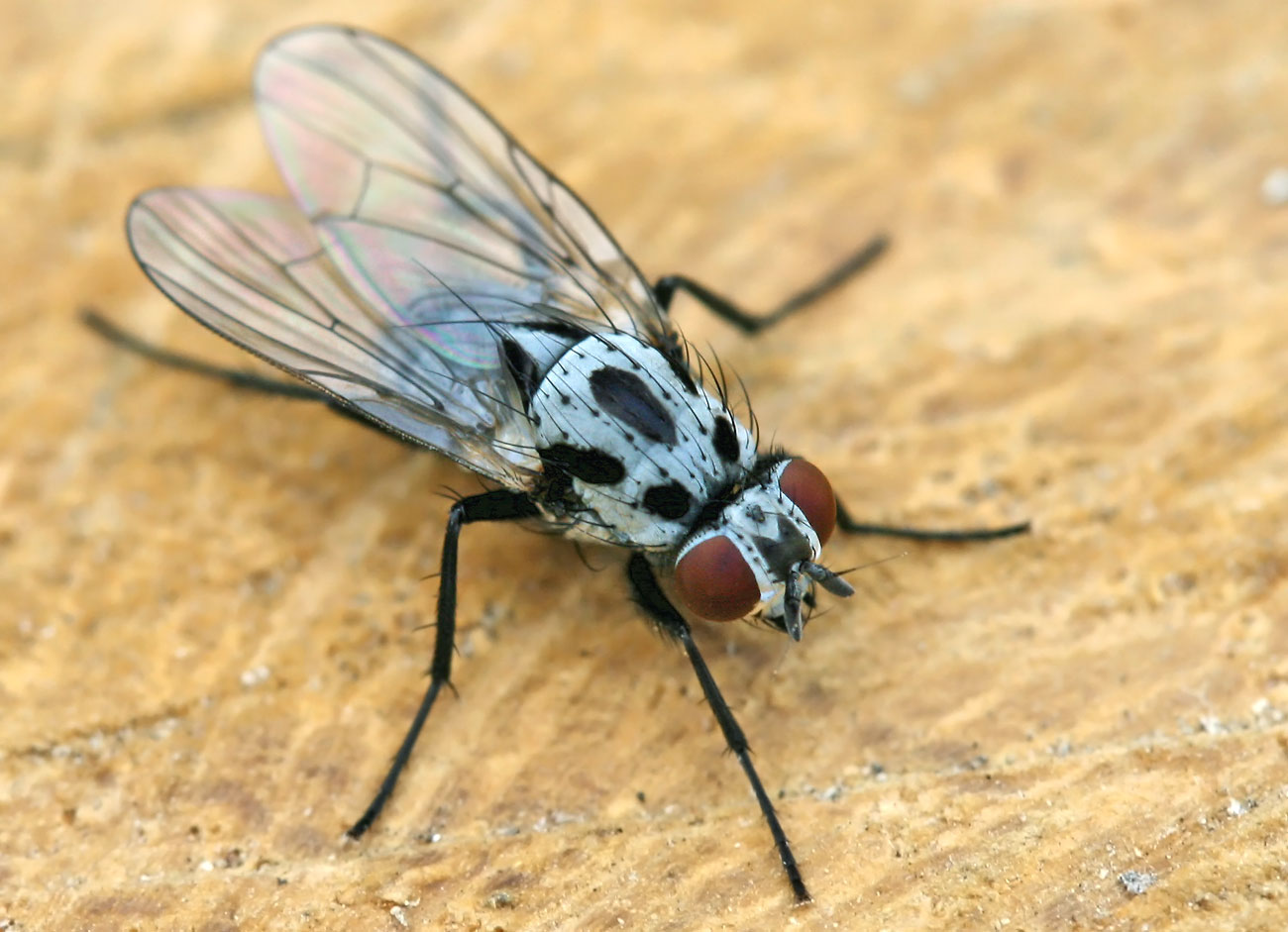
Femelle Anthomyia pluvialis
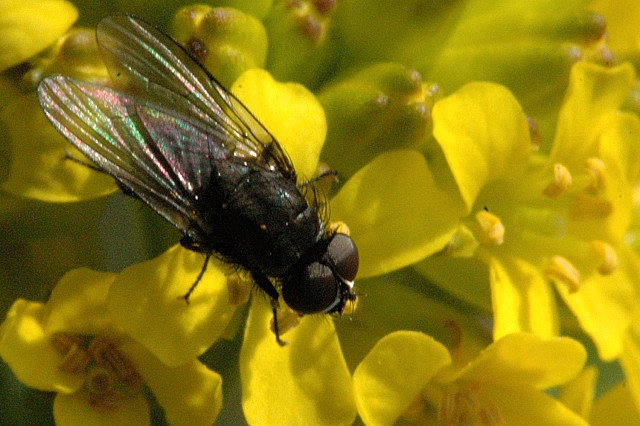
Mâle Phorbia fumigata
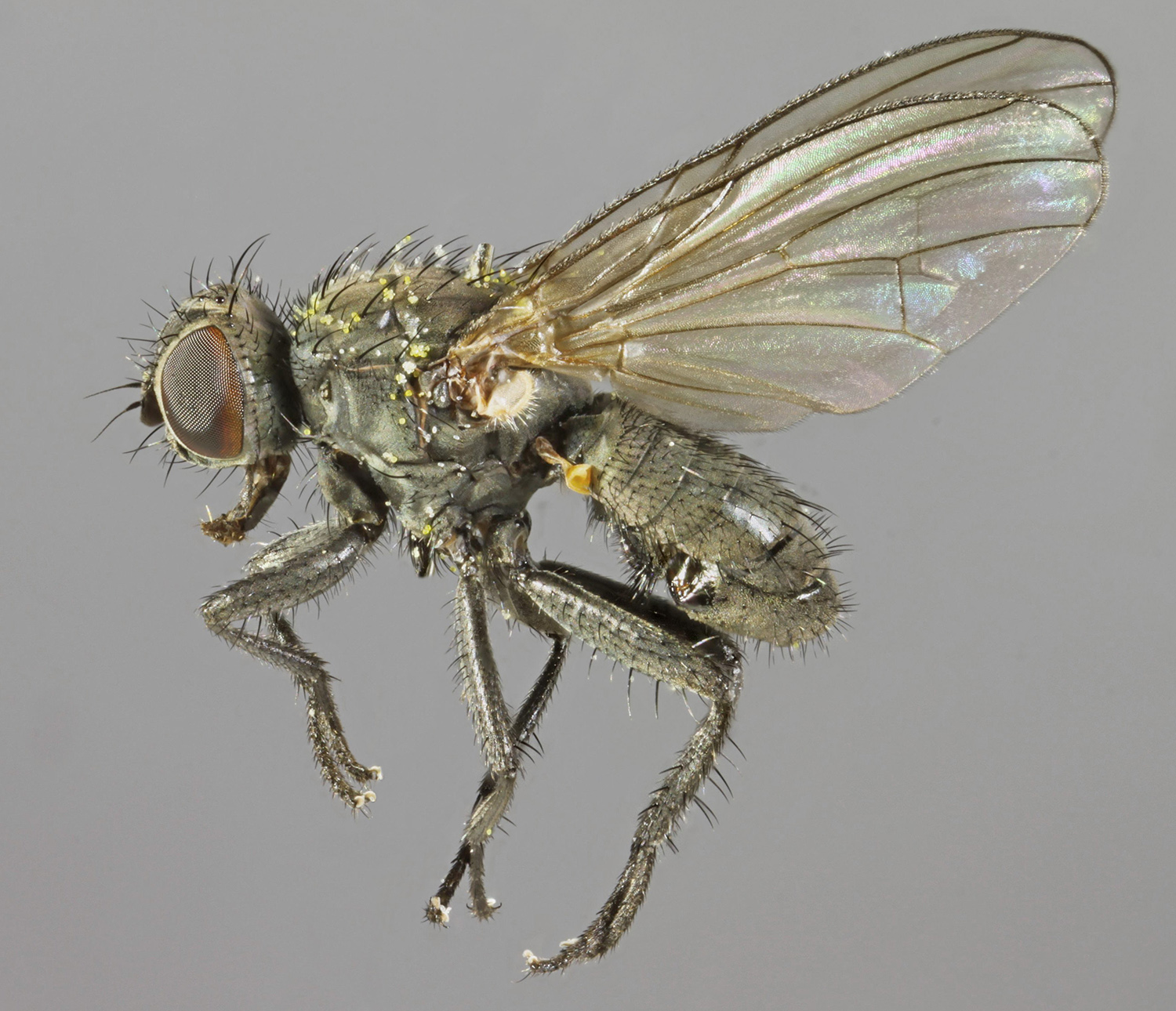
Chiastocheta setifera, inféodée au Trolle d'Europe.
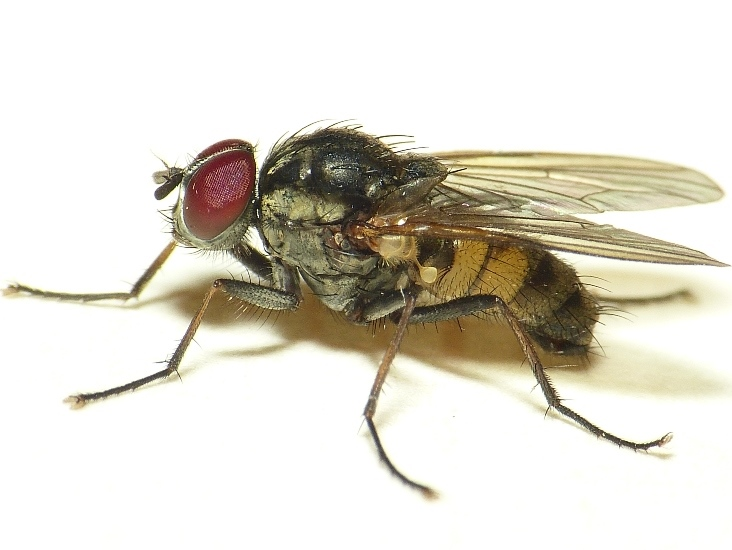
Hydrophoria ruralis
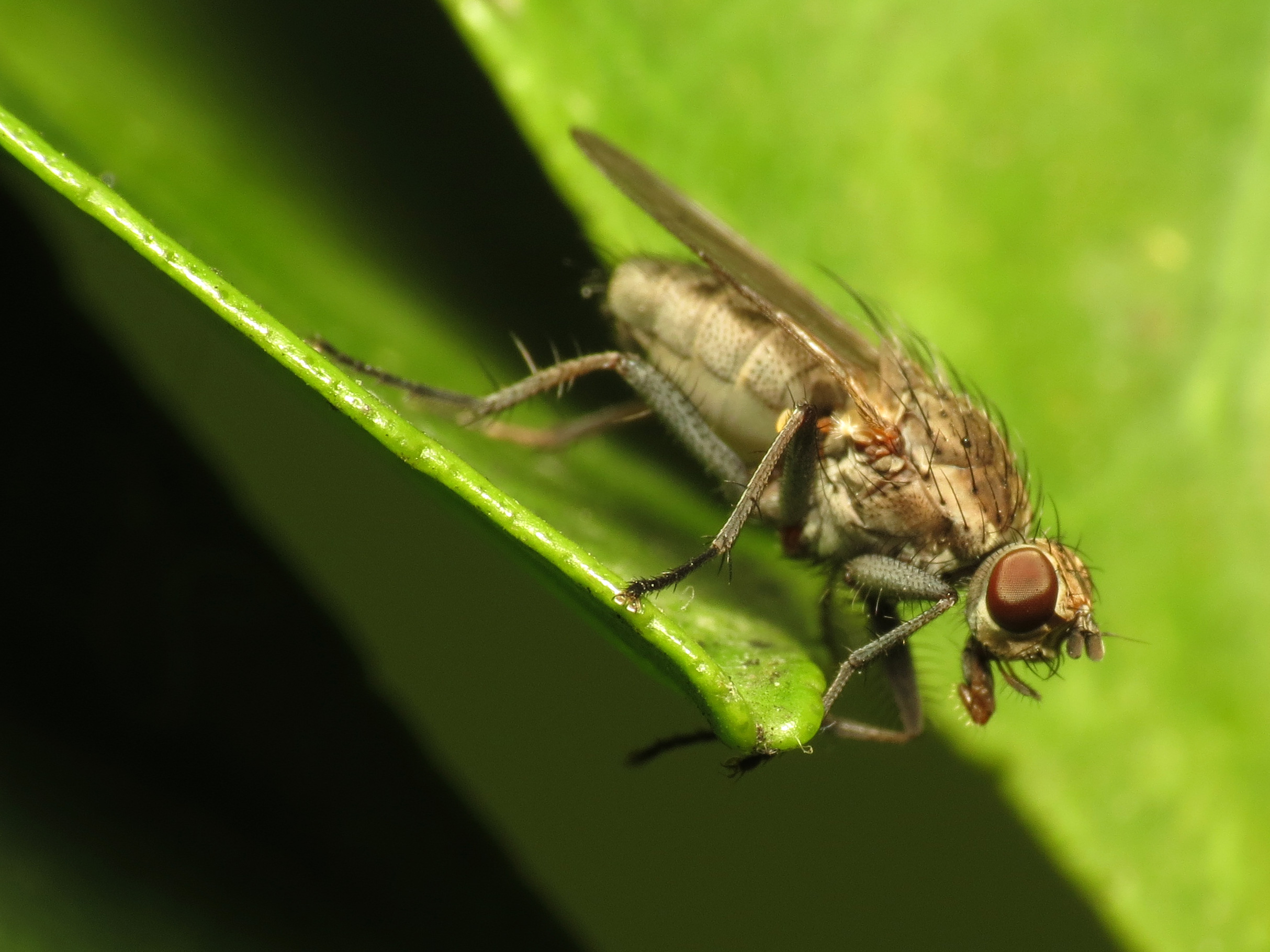
Fucellia sp.
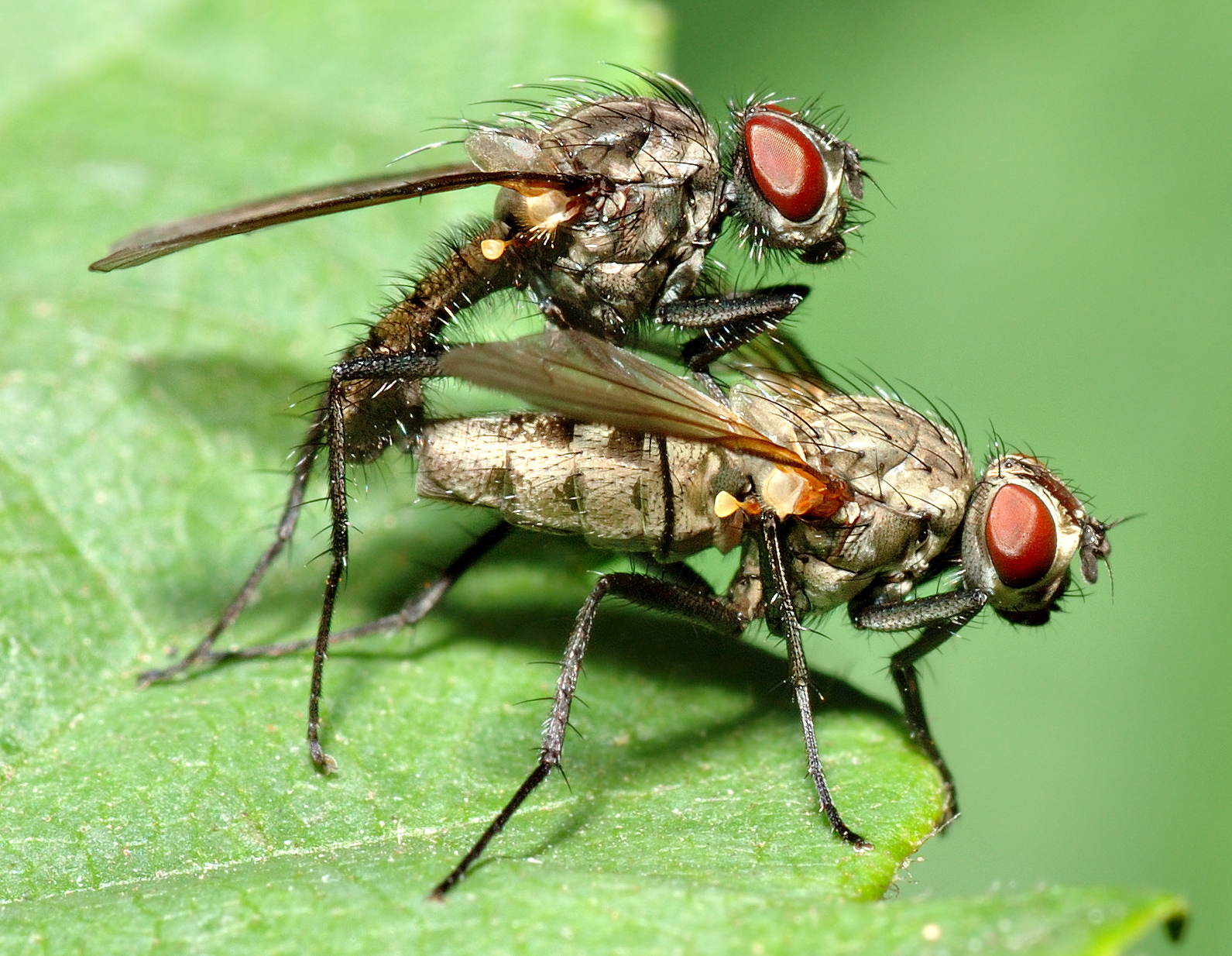
Accouplement d'Anthomyiidae indéterminés

## Écologie et biologie

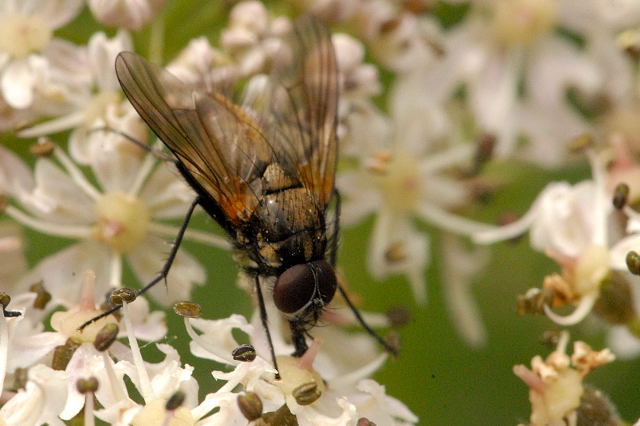
Mâle Zaphne ambigua butinant une Ombellifère.

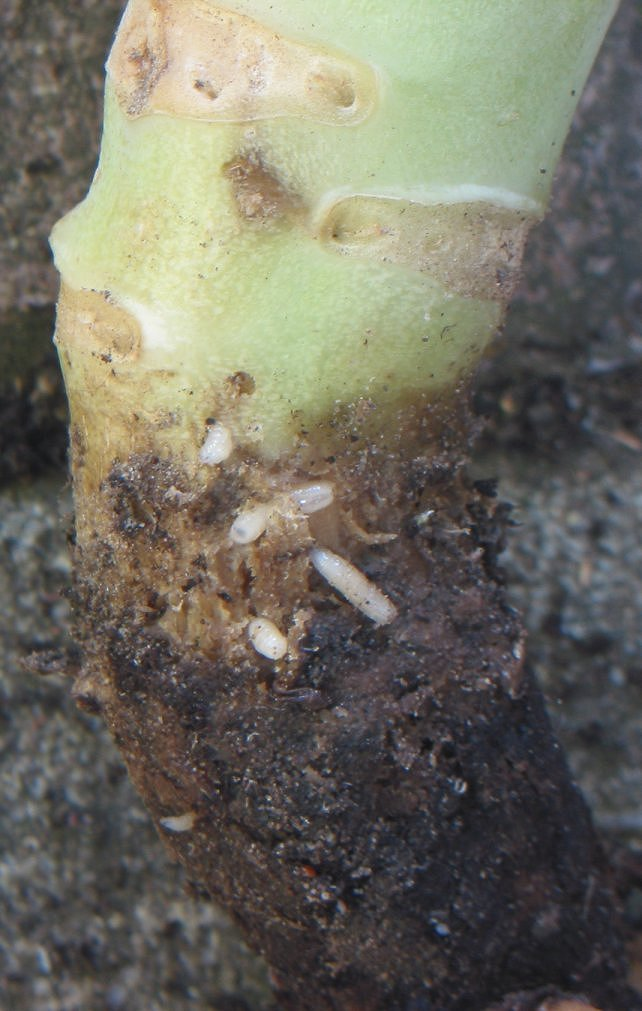
Larve de Delia radicum parasitant le collet d'un brocoli.

Les espèces européennes d'Anthomyiidae sont généralement hygrophiles et sylvicoles. Les adultes se rencontrent sur les fleurs où ils sont floricoles et pollinisateurs, sur les excréments ou à proximité des hôtes de leurs larves qui sont avant tout phytophages ou saprophages. Nombreuses sont des mineuses comme Pegomya bicolor sur l'Oseille commune ou se nourrissent des fleurs comme Chiastocheta sur le Trolle d'Europe. Certaines larves sont fongivores comme Botanophila qui pratique la fécondation croisée chez les champignons Epichloë, un équivalent de la pollinisation unique dans le règne fongique. D'autres sont coprophages ou nidicoles, se nourrissant des déchets du nid. Les genres Leucophora, Hammomyia et Hylephila sont associés aux abeilles et aux guêpes solitaires dont ils dévorent les réserves de pollen ou les déchets du nid. Les larves du genre Strobilomyia minent les cône des conifères. Quelques genres sont parasitoïdes comme Acyglossa, Tettigonomyia et Acridomyia dont les larves sont endoparasites de Criquets. Le genre Fucellia est fucicole, spécialisé dans les laisses de mer où il peut se trouver en masse. Quelques espèces du genre Craspedocheta sont nécrophages.
Un petit nombre d'espèces est nuisibles et ravageurs de cultures. Leurs larves phytophages vivent dans les jeunes plants, les capitules floraux ou les tiges. D'autres creusent des galeries dans le système racinaire et au niveau du collet. Enfin, certaines sont mineuses dans les feuilles. Il s'agit principalement du genre Delia comme Delia radicum et Delia floralis, les Mouches du choux ; Delia antiqua, la Mouche de l'oignon ; Delia coarctate, la Mouche grise des céréales, et Delia platura, la mouche des semis. Parmi le genre Pegomya, se trouvent Pegomya betae et Pegomya hyoscyami (en), la mouche de la betterave,.

Quelques espèces d'Anthomyiidae dans leur milieu
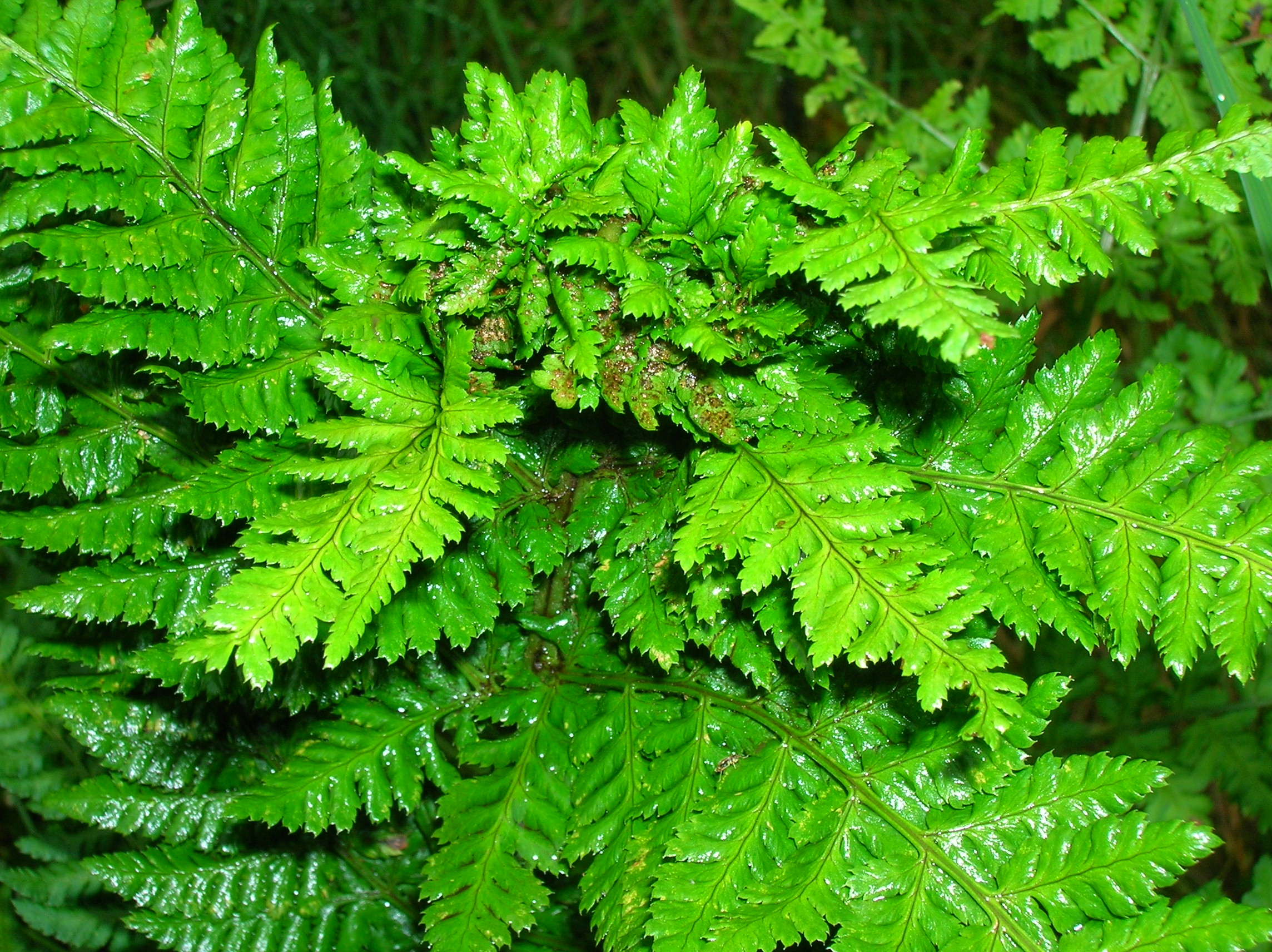
Chirosia betuleti provoquant une déformation chez la fougère Dryopteris dilatata.
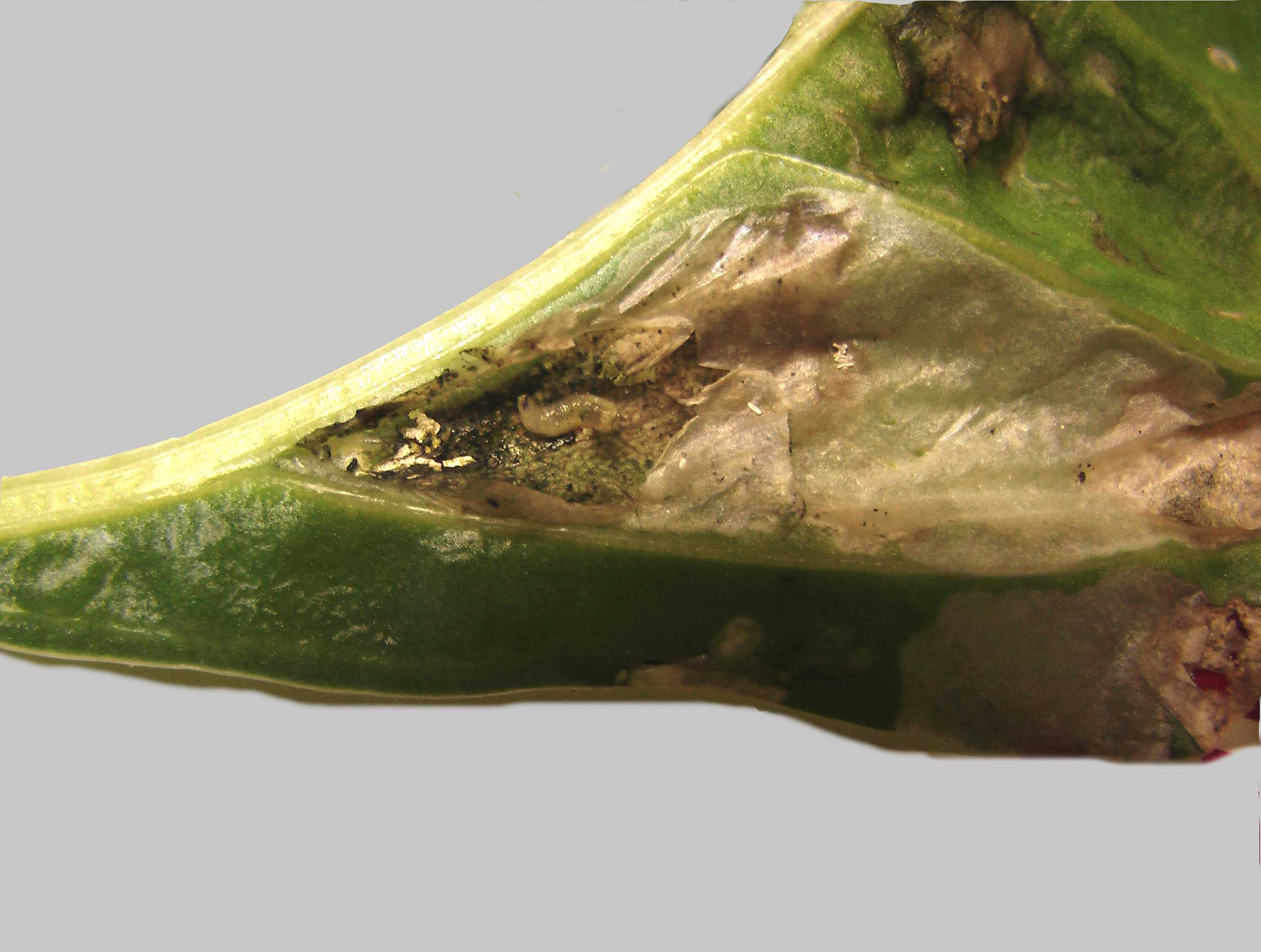
Larve de Pegomya hyoscyami minant une feuille de betterave.
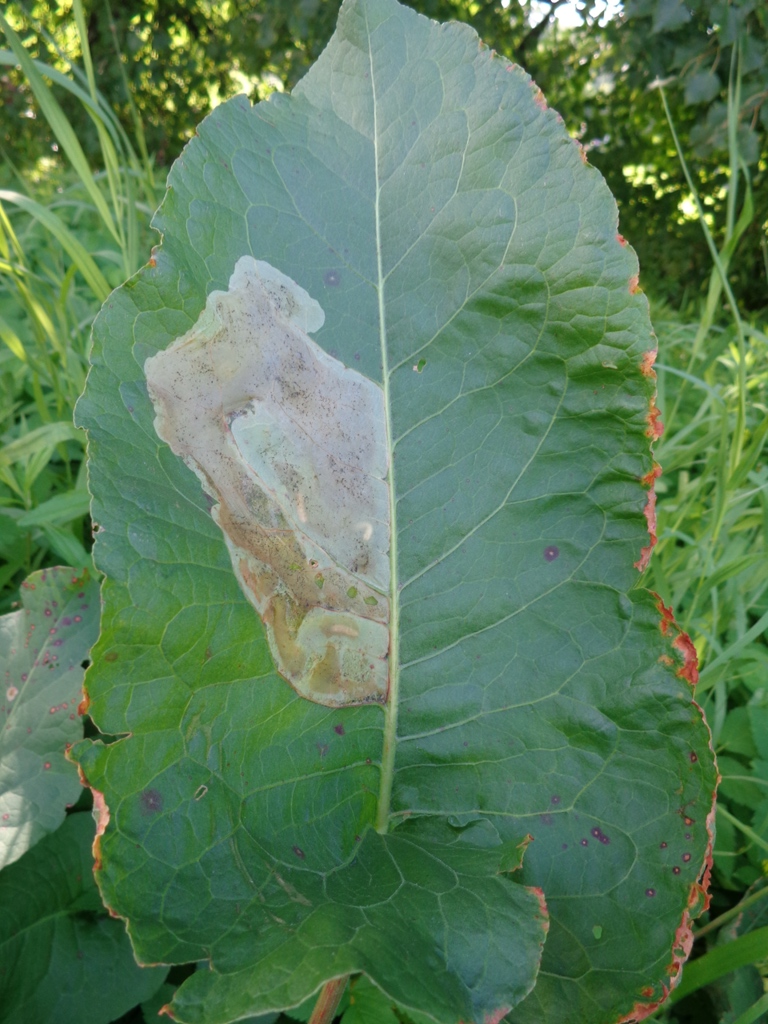
Mine de Pegomya solennis.
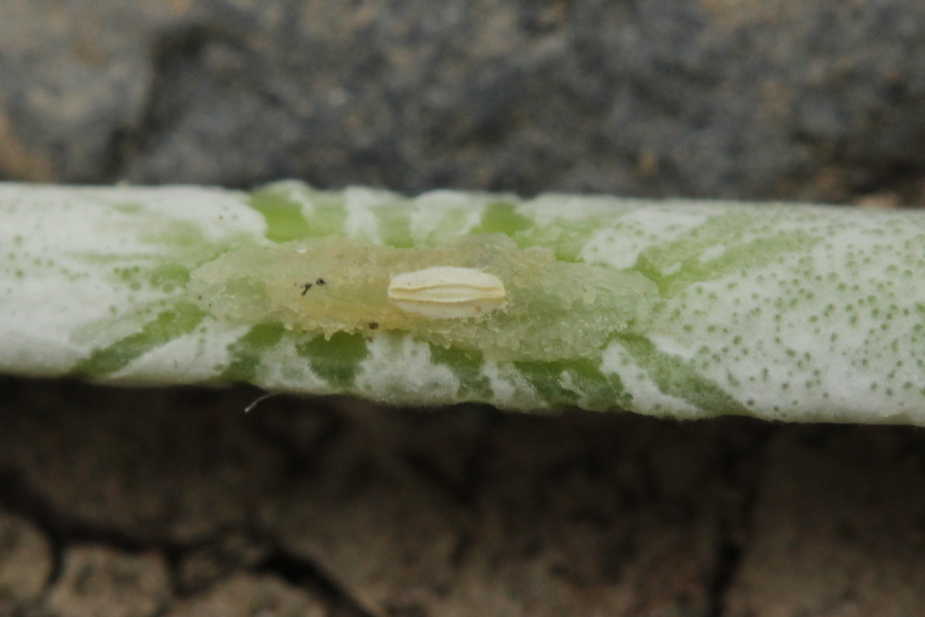
Galeries des larves de Botanophila dans le champignon Epichloe parasitant une graminée.
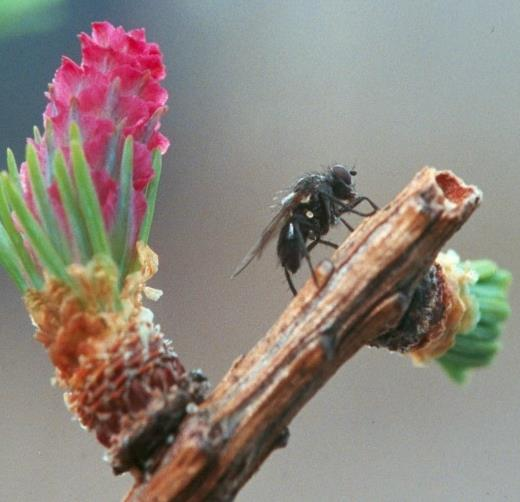
Strobilomyia, parasite des cônes de Mélèze.
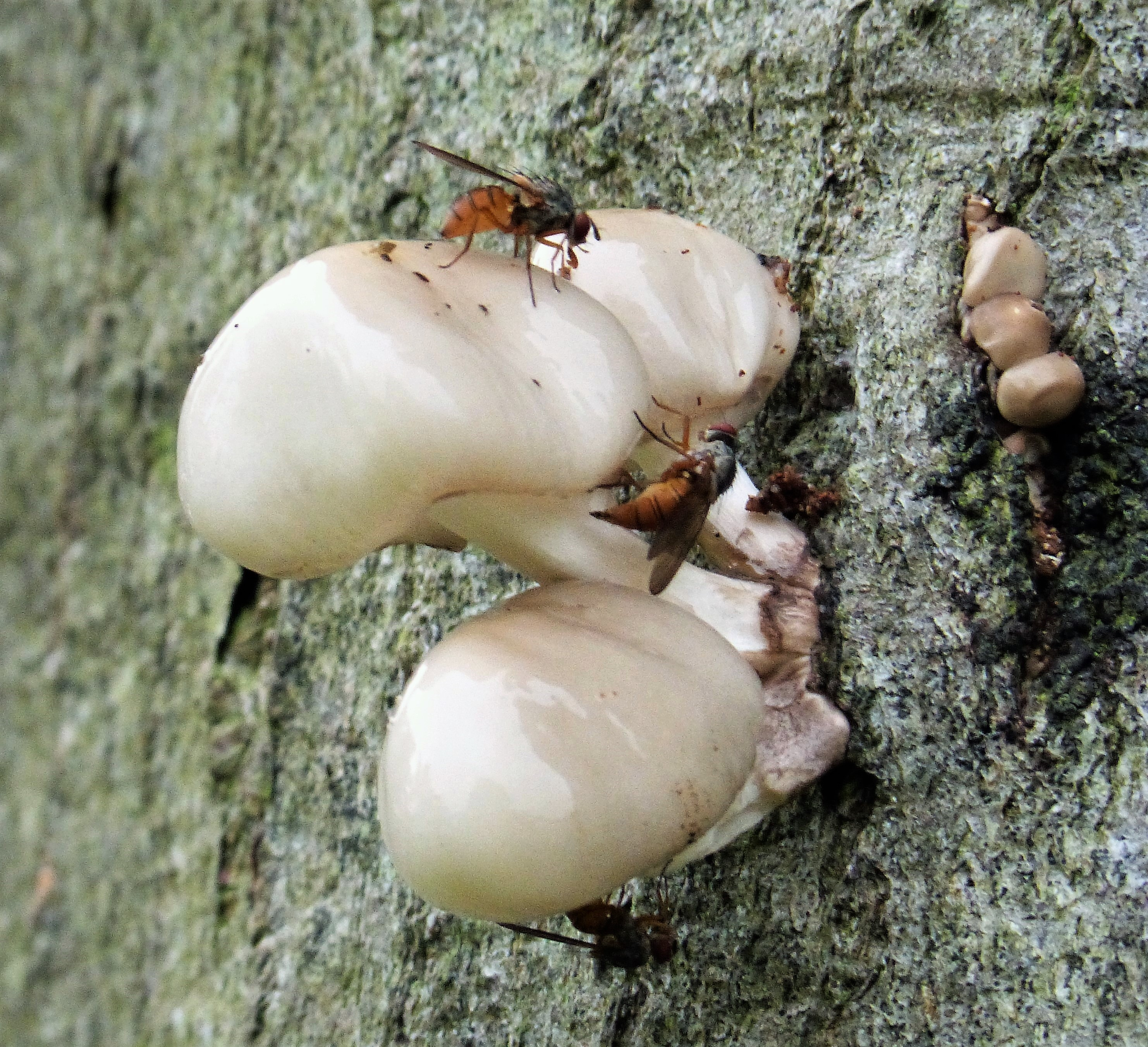
Mycophaga testacea sur la Mucidule visqueuse.

## Ensemble des genres
Liste des genres selon GBIF (6 mai 2022) :